# Albert Petersson (politiker)

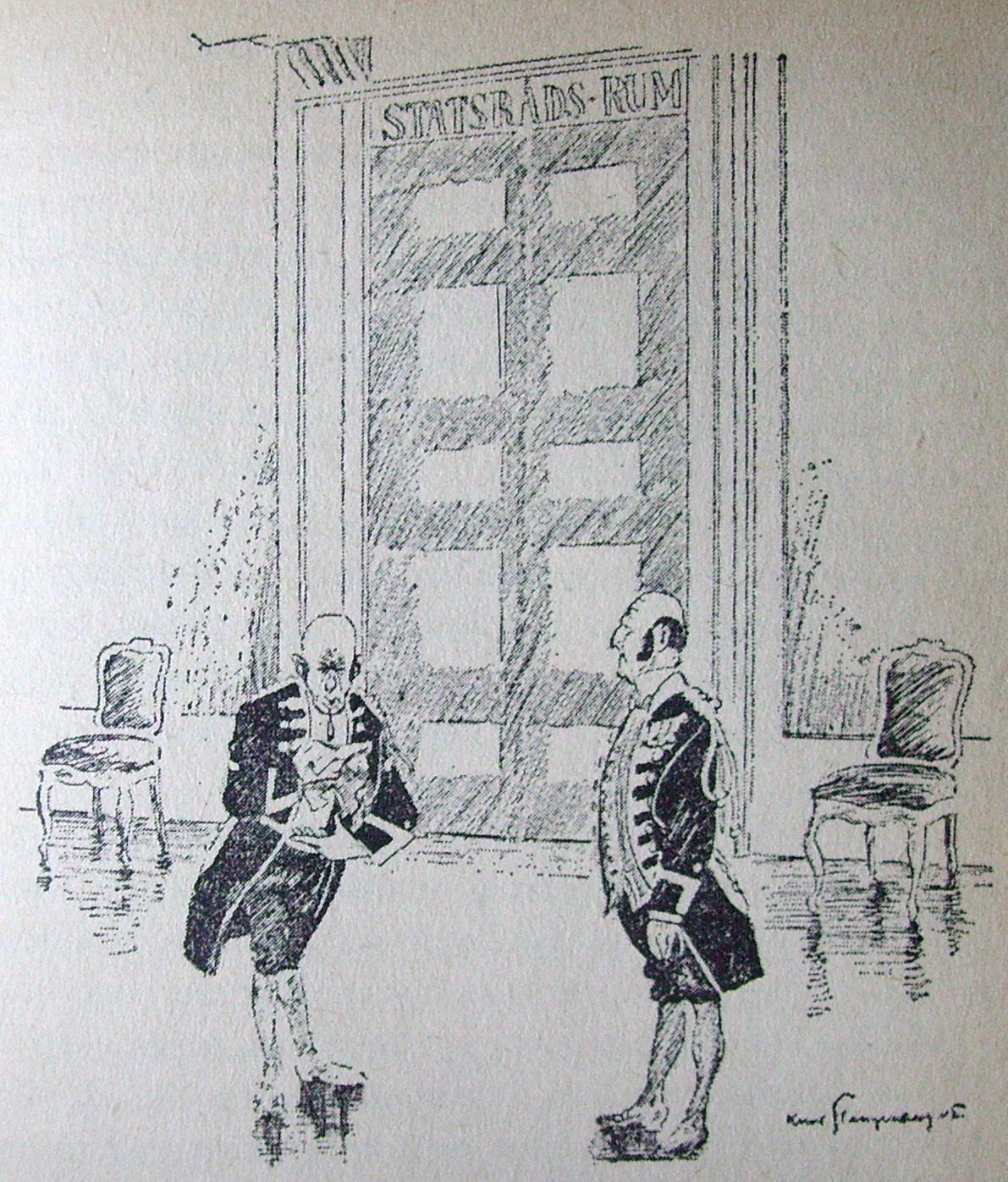
Sammanställningen "statsrådet Petersson" lät konstigt för samtida öron. Rubriken över Knut Stangenbergs teckning i Puck 1905 lyder "Resan utföre". Dialogen lyder:
Förste hovlakejen: Petersson, fy tusan! Och två stycken!
Andre hovlakejen: Ja, nu ha vi inte långt te revolutionen.

Gustaf Albert Petersson (i riksdagen kallad Petersson i Lidingö villastad), född 7 april 1851 i Björkebergs församling, Östergötlands län, död 11 mars 1938 i Lidingö församling, Stockholms län, var en svensk jurist och politiker (högern); justitieråd 1896–1906, konsultativt statsråd 1905, justitieminister 1906–1911, president i Kammarrätten 1911–1921, riksdagsledamot (andra kammaren för Stockholms läns södra valkrets) 1912–1917.
År 1885  Albert Petersson assessor i Göta hovrätt, 1889 revisionssekreterare, 1892 expeditionschef i Justitiedepartementet och 1896 justitieråd.
Mellan 2 augusti och 7 november 1905 var han konsultativt statsråd i Christian Lundebergs regering, den så kallade "Peterssönernas ministär". Samma år var han justitieråd igen, och mellan 29 maj 1906 och 7 november 1911 justitieminister i Arvid Lindmans ministär. Under hans tid som minister utfärdades nya viktiga lagar om allmän rösträtt och proportionella val, samt lagar om Regeringsrätten, Lagrådet, nyttjanderätt till fast egendom, äktenskaps ingående, aktiebolag och ekonomiska föreningar.
Petersson var 1912–1917 ledamot av andra kammaren som Petersson i Lidingön. Han var även ordförande i Lagutskottet 1914–1917. I riksdagen skrev han två egna motioner, om ändringar i den proportionella valmetoden och om föreskrifterna för talan mot taxeringsnämnds beslut om pensionsavgift.
Mellan 1911 och 1921 var han president i Kammarrätten, samt ordförande i många kommittéer, som kommittén för kommunala nybildningar 1913, stadsplanelag 1916, skogsbeskattningen 1920 och kommunalskatten 1921.
Petterssons far skollärare och organist. Han var gift med Ada Wetter, som var dotter till domprosten Gustaf Wetter. I äktenskapet föddes professorn i straffrätt Folke P:son Wetter, professorn i teologi Gillis P:son Wetter, amiralen Erik Wetter och advokaten Sune Wetter.